# Diacme adipaloides
Diacme adipaloides is een vlinder uit de familie van de grasmotten (Crambidae), uit de onderfamilie van de Spilomelinae. De wetenschappelijke naam van deze soort is voor het eerst voorgesteld als Botys adipaloides door Augustus Radcliffe Grote en Coleman Townsend Robinson in een publicatie uit 1867.
De soort komt voor in Canada, de Verenigde Staten en de Dominicaanse Republiek.